# Kanton Montsauche-les-Settons
Kanton Montsauche-les-Settons (francouzsky Canton de Montsauche-les-Settons) je francouzský kanton v departementu Nièvre v regionu Burgundsko. Tvoří ho 10 obcí.

## Obce kantonu
- Alligny-en-Morvan
- Chaumard
- Gien-sur-Cure
- Gouloux
- Montsauche-les-Settons
- Moux-en-Morvan
- Ouroux-en-Morvan
- Planchez
- Saint-Agnan
- Saint-Brisson